# ديف بروك (مغني)
ديف بروك (بالإنجليزية: Dave Brock)‏ هو عازف قيثارة ومغني وكاتب أغاني وملحن بريطاني، ولد في 20 أغسطس 1941 في ايزلورث في المملكة المتحدة.

## وصلات خارجية
- ديف بروك على موقع IMDb (الإنجليزية)
- ديف بروك على موقع ميوزك برينز (الإنجليزية)
- ديف بروك على موقع أول ميوزيك (الإنجليزية)
- ديف بروك على موقع ديسكوغز (الإنجليزية)
- ديف بروك على موقع قاعدة بيانات الفيلم (الإنجليزية)